# José Cobo Cano
José Cobo Cano (Sabiote, 20. rujna 1965.) španjolski je prelat Katoličke Crkve i kardinal. Služi kao nadbiskup Madrida od postavljenja 8. srpnja 2023. godine. Prethodno je obnašao službu pomoćnog biskupa te nadbiskupije.
U intervjuu na Svjetskom danu mladih 2023. u Lisabonu, Cobo je kritizirao Crkvu kao često manipuliranu "ideološkim interesima" i kao instrument za dobivanje glasova i reafirmaciju političkih pozicija. Tijekom intervjua, José Cobo je izjavio da ne bi sklapao istospolne brakove, uspoređujući koncept sakramentalnih istospolnih brakova sa slavljenjem euharistije uz Coca-Colu.